# 243 до н. е.

## Магістрати-епоніми
Римська республіка консули: Гай Фунданій Фундул та Гай Сульпіцій Галл.